# 近石まさし
近石 まさし（ちかいし まさし、1961年）は、日本の漫画家。愛媛県松山市出身、和光大学経済学部卒。主に成年向け漫画を描いているが、以前は近石 雅史（読みは同じ）名義で一般向け漫画を描いていた。

## 経歴と作風
大学在学中は漫研に所属。卒業間近の1984年4月に『少年ビッグコミック増刊号』（小学館）にて読み切り『ビッグマン』でデビュー。
基本的に清純派、熟女、総じて巨乳、まれに爆乳物。母子相姦、姉弟相姦などの近親相姦、レイプ、集団レイプ、SM、乱交物を描く。基本的には男女間に恋愛感情は無く、女性は有名芸能人がモデルとなっている。他の成年向け漫画家の作品に対して線が太く、濃い人物を描いた作品が多い。

## 作品

### 「近石まさし」名義
- 淫囚
- 乳姉
- 美肉倶楽部
- オレのお義母さん
- 淫虐の家族
- 淫裸万象
- 淫乱女市場
- 淫獄
- 肉欲の宴
- 禁母淫乱
- 処女凌辱
- 母姉弟ファック
- 処女絶頂
- 乳姉
- オレのお義母さん
- 淫乱女市場
- 淫裸万象
- 万引き少女全裸謝罪
- 禁母淫乱
- マザコン
- 肉欲の宴
- マザーエクスタシー
- 極限淫乱
- いとこ姦淫
- お母さんといっしょ
- 処女連続強姦
- 淫虐リンチ
- マザーインサート
- 処女嬲り
- 女教師監禁

他多数

### 「近石雅史」名義
- 鬼十郎妖戦録シリーズ（原作：中里融司、月刊アニマルハウス連載）
- ステルザー（原作：集新矢、月刊少年チャンピオン連載）
- デーモンバスター竜（原作：滝沢秀行、月刊アニマルハウス連載）
- 蹴撃エンジェルRUMI（月刊コミックファイター連載）
- エメラルドドラゴン もう一人のアトルシャン
- ほんとにあった怖い話 ※アンソロジー
- コミックナナハン免許入門
- ザ・流通
- まんがキーワード（ジュニア朝日年鑑連載）
- 贖罪の宇宙 屈辱の復讐（小説：森亜亭）※挿絵のみ
- 長瀬愛物語（原案：長瀬愛）

他多数